# Sulejman Tihić
Sulejman Tihić (Bosanski Šamac, 26 novembre 1951 – Sarajevo, 25 settembre 2014) è stato un politico bosniaco.

## Biografia
Membro della Presidenza Centrale della Bosnia ed Erzegovina dal 10 aprile 2003, era il rappresentante della comunità dei bosgnacchi. Tihić fu a capo della presidenza tra il 28 febbraio 2004 e l'ottobre dello stesso anno.
Nato in una piccola città nel nord della Bosnia ed Erzegovina, Tihić conseguì la laurea in legge all'Università di Sarajevo. Nel 1990 fu uno dei membri fondatori del Partito d'Azione Democratica(Stranka Demokratske Akcije, SDA). Durante la guerra, Tihić venne internato in un centro di detenzione serbo come prigioniero di guerra, riguardo al quale disse a un giornalista di una televisione slovena: "Non sarei sopravvissuto al campo se non ci fosse stato nessun serbo d'animo buono". Dal 1994 al 1999 Tihić lavorò per il Ministero degli Esteri bosniaco come consulente.
Il 13 ottobre 2001 Tihić fu scelto quale successore di Alija Izetbegović a guida dell'SDA.
È morto nel 2014 all'età di 62 anni a seguito di una lunga malattia.